# Venus arreglándose
Venus arreglándose o El arreglo de Venus es un óleo sobre lienzo pintado en 1751 por el pintor François Boucher, maestro del Rococó. Es una de sus obras más conocidas.

## Descripción
Venus aparece acicalándose sobre un canapé típicamente rococó, en un fastuoso interior palaciego tras cuyos cortinajes se aprecia un frondoso jardín. Tres pequeños amorcillos la acompañan y ayudan juguetones, uno le arregla el cabello fijándose en el reflejo del espejo al pie, el otro le pasa una cinta y abajo otro levanta de la fuente de plata collares de perlas. La diosa sostiene en su regazo una de dos palomas, ave que la simbolizaba desde tiempos minoicos.

## Contexto
La obra fue encargada al pintor por su protectora la marquesa de Pompadour, influyente amante del rey Luis XV, para el vestidor de su residencia de Bellevue.
Con Boucher, la Francia fastuosa barroca se convirtió en la Francia galante rococó. Máximo representante del gusto de la época y su principal modelo, Boucher empleó su imaginación y virtuosismo compositivo en temas sobre todo pastoriles bucólicos y mitológicos dedicados a los amores de los dioses y en especial a Venus, a quien dedicó no menos de cincuenta cuadros. Ello le permitió, como antes a Rubens, llenar lienzos de ninfas, amorcillos, sátiros y desnudos femeninos de carnaciones nacaradas. Los hermanos Goncourt explican cómo la luminosidad y tonos claros y suaves de sus obras pictóricas estaban al servicio de la exuberancia decorativa a la moda.